# Eishockey-Nationalliga (Österreich) 1990/91
Die Saison 1990/91 der österreichischen Eishockey-Nationalliga wurde mit sieben Vereinen ausgespielt. Titelverteidiger und auch neuer Meister war der EK Zell am See.

## Teilnehmende Mannschaften
Im Vergleich zum Vorjahr gab es recht große Änderungen beim Teilnehmerfeld. Aus der Bundesliga kamen der EHC Lustenau und der SV Kapfenberg neu hinzu. Der EHC Linz stieg als neue Mannschaft in die Meisterschaft ein, der ATSV Steyr verließ im Gegenzug die Liga. ATSE Graz und UEC Graz fusionierten zum EC Graz. Dieser spielte nun mit der ersten Garnitur in der obersten Liga und stellte mit einem Farmteam auch in der Nationalliga eine Mannschaft.

## Grunddurchgang
| Platz | Team           | Spiele | S  | U | N  | Tore    | Punkte |
| ----- | -------------- | ------ | -- | - | -- | ------- | ------ |
| 1     | EHC Lustenau   | 24     | 16 | 4 | 4  | 207:119 | 36     |
| 2     | EK Zell am See | 24     | 16 | 4 | 4  | 163:103 | 36     |
| 3     | EC Kitzbühel   | 24     | 11 | 3 | 10 | 136:118 | 25     |
| 4     | SV Kapfenberg  | 24     | 10 | 3 | 11 | 117:133 | 23     |
| 5     | EHC Linz       | 24     | 10 | 1 | 13 | 114:125 | 21     |
| 6     | WAT Stadlau    | 24     | 6  | 2 | 16 | 73:147  | 14     |
| 7     | EC Graz        | 24     | 5  | 3 | 16 | 94:159  | 13     |

## Playoffs

### Viertelfinale
Der erstplatzierte EHC Lustenau war fix für das Halbfinale gesetzt. Die übrigen Clubs spielten sich die verbliebenen drei Plätze aus.
- EK Zell am See (2) – EC Graz (7): 2:0 (10:1, 6:3)
- EC Kitzbühel (3) – EC Stadlau (6): 2:0 (12:1, 9:4)
- EHC Linz (5) – SV Kapfenberg (4): 2:0 (4:2, 4:3)

### Halbfinale
- EK Zell am See (2) – EC Kitzbühel (3): 2:0 (9:5, 6:3)
- EHC Lustenau (1) – EHC Linz (5): 0:2 (7:9, 1:5)

### Finale
- EHC Linz (5) – EK Zell am See (2): 0:2 (0:2, 2:3)

Mit dem 2:0 in der Finalserie verteidigte der EK Zell am See erfolgreich seinen Titel und stieg in die Bundesliga auf.

## Kader des Nationalliga-Meisters
| Nationalliga-Meister EK Zell am See | Torhüter: Roland Englert Verteidiger: Wolfgang Trup Angreifer: Thomas Frühwirth, Rodger Huiatt, Walter Putnik, Krunoslav Sekulic, Dieter Werfring Cheftrainer: Manfred Muhllechner |